# Zombie

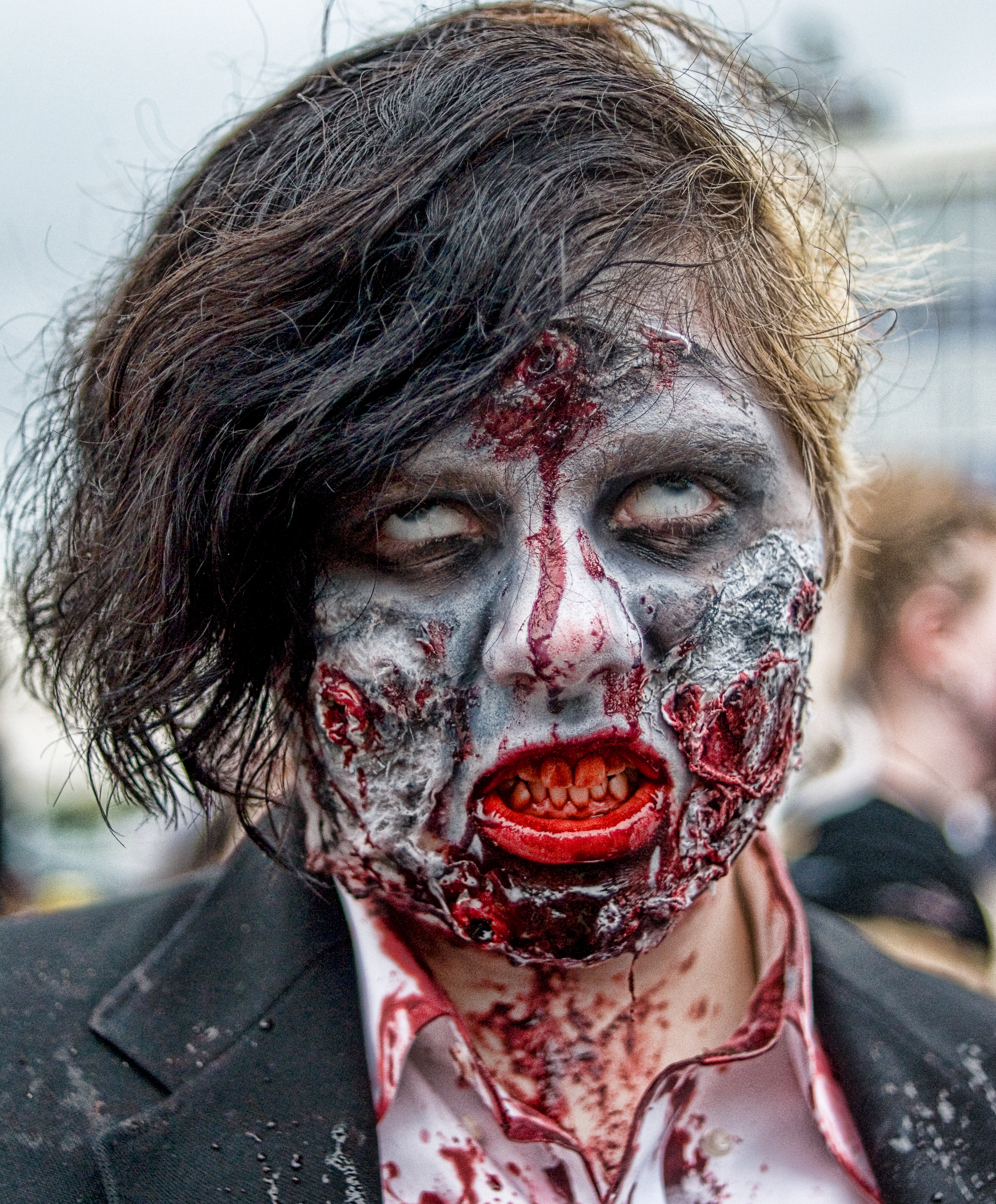
Tegenwoordig wordt het ondode aspect van de zombie benadrukt door middel van verwondingen, bloed en de lijkbleke huidskleur.

Een zombie is een mythisch wezen. Het is een lichaam teruggebracht uit de dood door magische krachten. De zombie vindt zijn oorsprong in Afrikaanse en Caraïbische folklore. In deze opvatting is de zombie een slaaf die na zijn dood moet doorwerken voor zijn meester, degene die hem uit de dood heeft doen herrijzen.
In de populaire cultuur wordt de zombie gerekend tot de ondoden zoals vampiers. George A. Romero wordt algemeen beschouwd als de uitvinder van de 'moderne' zombie zoals die hedendaags te zien is in speelfilms, boeken en stripboeken. Mary Shelleys Frankenstein is een voorafschaduwing van een groot aantal 20e-eeuwse ideeën over zombies, maar is toch geen echte 'zombieroman'. Op wraak beluste zombies waren wel prominent aanwezig in de EC Comics uit de vroege jaren 1950. George A. Romero noemt zelf Tales from the Crypt als belangrijke invloed.
Doordat de zombie geen literaire basis heeft, is de bewegings- en interpretatievrijheid van auteurs en regisseurs bij het gebruiken van het fenomeen zombie erg groot. Zombies in fictie verschillen hierdoor enorm in verscheidene mediaproducten op bepaalde punten. Hiermee is zombie in zijn meest algemene zin een overkoepelende term geworden voor geïnfecteerde mensen die gewelddadig gedrag gaan vertonen en op deze manier de infectie verder verspreiden.

## Definitie
Een zombie is een ondood lichaam van een mens maar soms ook een dier, dat op een of andere manier weer opgestaan is uit de dood. De manier waarop dit gebeurt kan sterk verschillen. Vaak is een bovennatuurlijke macht zoals voodoo of magie er de oorzaak van, maar in recente populaire cultuur kan ook een mislukt wetenschappelijk experiment of een virus een lijk in een zombie veranderen. Het uiterlijk van de zombie is veelal dat van een rottend lijk of beschadigd lichaam. Echter, in de Caraïbische folklore behouden de zombies meer van hun menselijkheid. Deze zombies lijken slechts afwezige of ontzielde mensen te zijn.
De zombie in de voodootraditie maakt een afwezige indruk op andere mensen. Hij reageert niet op zijn eigen naam, antwoordt niet op vragen, toont geen emoties en beweegt langzaam. De zombie is betoverd en gehoorzaamt slechts nog zijn meester. Zijn meester is vrijwel de enige die met de zombie kan communiceren door hem opdrachten te geven. De zombie is te herkennen aan zijn magere uiterlijk (iets wat vaak aan zijn ondode status wordt gekoppeld) en zijn ontzielde blik, bijvoorbeeld witte ogen.
De 'moderne' of 'fictieve' zombie, zoals deze in mediaproducten voorkomt, wordt meestal beschouwd als een ziek agressief dierlijk wezen of een besmet persoon. Een virus dat een psychose veroorzaakt in de hersenen zorgt ervoor dat de besmette persoon geen controle meer heeft over zijn of haar lichaam. Het virus veroorzaakt daarnaast niet alleen een psychose maar tevens lichamelijke afbraak bijvoorbeeld: verkleuring van bloed, ontbindend vlees, parasitaire gezwellen waarin het virus zich vermenigvuldigt.
Recentelijk geïnfecteerde zombies tonen veelal menselijke ziektesymptomen. Dit is meestal het eerste stadium van de infectie, bijvoorbeeld: (hoge) koortsaanvallen, ernstige hoofdpijn, bevend lichaam, ongecontroleerde bewegingen, buikpijn, misselijkheid, (bloed)braken, hartkloppingen en ademhalingsproblemen. Bij sommige mediaproducten wordt het braken (meestal zuur of corrosief braken) gebruikt als afweer bij een zombie doordat het virus de maag aantast. Bloedbraken is dan meermaals een manier om de ziekte te uiten doordat het lichaam enorm lijdt aan de infectie.
Wat er precies verandert in het gedrag van een geïnfecteerd persoon nadat hij een zombie is geworden, verschilt sterk per verhaal. Een overeenkomst die vrijwel alle zombies hebben is dat zij zeer agressief gedrag vertonen en kannibalen zijn. The Return of the Living Dead heeft de zombie als een kannibaal die het liefst hersenen eet gepopulariseerd. Hun pijngrens is zeer hoog of het voelen van pijn compleet afwezig. In de meeste gevallen verliest een persoon als hij zombie wordt zijn identiteit als individu. In zombiefilms zijn slechts enkele gevallen bekend van de zombie als individu, zoals Bub in Day of the Dead. De manier waarop hij voortbeweegt (langzaam of snel), zijn vermogen tot denken (slechts op intuïtie of mogelijkheid tot redeneren) en het aanwezig zijn van persoonlijke karaktereigenschappen van toen hij nog leefde is uiteenlopend.
Ook de manier waarop zombies bestreden kunnen worden verschilt per medium. Soms wordt er gezegd dat men zout in de mond van een zombie dient te strooien om hem eraan te herinneren dat hij dood is (dan keert de zombie terug naar zijn graf). In andere gevallen moet de zombie met hard geweld worden aangepakt en sterft hij permanent door extreme fysieke schade (hoewel er meestal veel meer schade toegediend moet worden dan voor een gewoon mens om te sterven). Soms kan de zombie ook worden gedood door het fataal beschadigen of vernietigen van een vitaal lichaamsdeel, zoals het brein of het hart. Indien een levend persoon door een virus in een Zombie is veranderd, kan een tegengif tegen het virus worden toegediend, zodat de persoon in kwestie weer normaal wordt.

## Oorsprong

### Caraïben
De meeste Amerikanen waren slechts vaag op de hoogte van de Haïtiaanse voodoopraktijken en zombies door negentiende-eeuwse reisverhalen over de Caraïben. In zijn reizen ging de interesse van Lafcadio Hearn uit naar wat de bewoners corps cadavres noemden, de lopende doden, of wel zombies. In 1889 schreef de journalist en amateur antropoloog hier een kort artikel over onder de titel The Country of the Comers-Back. De term zombie was niet nieuw. Slaven in het zuiden van de Verenigde Staten hadden veel verhalen over deze herrezen doden. Het zou echter nog bijna een halve eeuw duren voordat de term gepopulariseerd werd in het westen.
Het was in het jaar 1928 dat de Amerikaanse avonturier William Seabrook in Haïti aankwam, de zogenoemde voodoohoofdstad. Gefascineerd door de verhalen over de zombie besloot Seabrook onderzoek te verrichten naar de lopende doden. Alleszins omdat de zombie een integraal deel uitmaakte van de religieuze overtuigingen van de inlanders. Deze religie was een combinatie van Afrikaans animisme en Rooms-katholiek geloof. De zombie was in deze traditie geen monster maar eerder een gehypnotiseerde slaaf die nog steeds leeft en slechts bevrijd kon worden door het doden van zijn meester, een voodootovenaar. Na het ontmoeten van drie vermoedelijke zombies, dankzij de hulp van een Haïtiaanse boer, publiceerde Seabrook in 1929 The Magic Island. Het werk kende groot succes, zowel bij critici als bij de alledaagse van het succes is te verklaren door de interesse die op dat moment uitging naar Haïti, dat op dat moment in gevecht was voor zijn onafhankelijkheid en de daarop volgende bezetting door de Verenigde Staten. De verhalen over zombies, voodoorituelen en kannibalisme werden door de propagandamachine gebruikt om de bezetting te legitimeren.

### Toneel en film
De populariteit van horrorfilms in de jaren 20 en het tekort aan monsters zorgde ervoor dat de zombie interessant werd om gebruikt te worden in artistieke werken. In 1932 werd Zombie, geproduceerd door Kenneth Webb, voor het eerst uitgevoerd in het theater. De productie ontving weinig lovend commentaar, maar wist wel de mogelijkheden voor de zombie naar filmmonster te openen. Met White Zombie kwam het tot de eerste zombiefilm. De zombies hierin waren houterig en macaber. De film kende groot succes. Ondanks dit succes werd de zombie niet veelvuldig gebruikt in artistieke werken. White Zombie werd afgedaan als een eenmalig wonder. Hiermee was de zombie wel het eerste filmmonster dat geen literaire basis kende, zoals het monster van Frankenstein of Dracula. Dit zorgde er ook voor dat scriptschrijvers en regisseurs er een zeer vrije interpretatie op na hielden, waardoor in deze tijd de zombies nogal van elkaar verschilden. Een van deze films was Revolt of the Zombies. Het verhaal speelde zich niet meer af op de Caraïben en het introduceerde tevens het eerste narratief van de zombie-apocalyps.
Na deze tijd verminderde de populariteit van de zombie. Pas in de jaren 60 toen George A. Romero Night of the Living Dead, Dawn of the Dead en Day of the Dead uitbracht ontstond er weer interesse naar de zombie. Romero nam een redelijk smakeloos, tweedimensionaal monster en koppelde deze aan de gevestigde apocalyptische verhaallijn en vond een nieuw genre uit. Dit genre is een combinatie van verschillende subgenres als voodoozombies, buitenaardse invasies, gotiek verhalen van golems, vampiers en gebroken persoonlijkheden. Hiermee creëerde Romero het narratief voor de zombie invasie. Romero doorbrak het spiraal van lowbudget zombiefilms en wist aansluiting te vinden bij het grote publiek. Het werk van Romero werd voornamelijk geprezen om zijn maatschappijkritische blik, waarbij hij verborgen structuren onthult en het uiteenvallen hiervan in beeld weet te brengen. Het klassieke zombie-invasie narratief heeft een specifieke protocol gekregen dankzij Romero. Naast zombies en de angst voor de dood zijn ook de postapocalyptische achtergrond waar tegen het verhaal zich afspeelt, de val van sociale (infra)structuur, inspelen op overlevingsfantasieën en de angst voor andere overlevenden een essentieel deel geworden van het zombienarratief.

### Zombierenaissance
Nadat filmregisseur George A. Romero eind de jaren 60 het moderne zombiegenre heeft gevestigd, was er in de jaren daarna een teruggang in populariteit. Begin 21ste eeuw beleefde het genre een opleving, met de Resident Evil film- en gameserie en de remake van Dawn of the Dead (2004) door Zack Snyder, maar ook Europese producties Død snø (Dead Snow, 2009) en het Deense Opstandelsen (2010). Deze zombiefilms maken gebruik van elementen die het publiek van die tijd kent uit journaal en krant: de beelden van oorlog, terrorisme, zich verspreidende virussen, natuurrampen en economische instabiliteit. Lege straten vol met autowrakken en een overheid die machteloos staat tegen een epidemie. In de jaren 90 van de twintigste eeuw werden er 76 zombiefilms uitgebracht. In het decennium daarna verveelvoudigde dit naar 445.
De zombie was terug te vinden in steeds meer facetten van de samenleving. Niet alleen bij verschillende mediaplatformen, zoals films, televisieseries, videogames (Left 4 Dead) of stripboeken (The Walking Dead), maar ook bij protesten. Hierbij moet gedacht worden aan zombiewalks, waarbij mensen als zombies verkleed door de straten gaan. Een zombiewalk kan gebruikt worden om een politiek statement te maken, zoals een oproep tegen de honger in Afrika. Ook verschenen er diverse boeken over het zombie-fenomeen.
Het Belgische pretpark Walibi Belgium liet tijdens hun Halloweenevent van 2011 het park vollopen met zombies. De zombies waren overal aanwezig in het park en samengepakt in twee speciale spookhuizen, ingericht voor Halloween.

## Herkomst van het woord
De exacte origine van het woord zombie is niet zeker. Bekende veronderstellingen zijn dat het woord is afgeleid van de West-Afrikaanse taal Kikongo, waarin zumbi 'fetisj' betekent, of van het Kimbundu, waarin nzambi 'god' betekent. Dit had betrekking op een slangengod, die later de connotatie gereanimeerd lijk kreeg in de voodoo-cultus. 

## Zombies in fictie

### Films
De zombie, als een van de nieuwste monsters in het horrorgenre, heeft tot voor kort in vergelijking met andere monsters altijd een lage waardering bij filmcritici en het grote mainstreampubliek gehad. Reden hiertoe kan zijn dat de zombie als geen ander monster zo veelvuldig aanwezig was in lowbudgetfilms of amateurfilms. Door de slechte kwaliteitsbehoud van zombiefilms zijn deze voor de jaren 00 vooral populair bij een cultpubliek.
Toch zijn er vanaf de jaren 30 veel zombiefilms die destijds en momenteel veel respect en aanzien genieten bij academici, filmcritici en het grotere publiek: White Zombie (1932), I Walked with a Zombie (1943), Invasion of the Body Snatchers (1956), Night of the Living Dead (1968), Dawn of the Dead (1978) en Dellamorte Dellamore (1993). Deze films hebben allen bijgedragen aan het vormen van de zombie zoals deze hedendaags bij het mainstream publiek bekend is.
De films hebben altijd een sterke thematische verbondenheid met de tijdsperiode waarin zij uitgebracht werden. De populariteit van zombiefilms bloeide vooral op in periodes van crisis. Sommige filmcritici beschouwen The Cabinet of Dr. Caligari (1920) en tot op zekere hoogte Frankenstein (1931) als de eerste zombiefilms, er wordt echter over het algemeen aangenomen dat de zombiefilm ontstaan is in de jaren dertig. De bezetting door de Verenigde Staten van Haïti in 1915 tot 1934 zorgde voor interesse bij de Amerikanen naar de Caraïbische eilanden en het zombiefenomeen. Tevens zorgde de beurskrach van 1929 voor thematische overeenkomsten tussen de zombiefilm en het echte leven: eindeloos wachtend in rijen staan op zoek naar een baan, een hersendood werk aannemen om toch geld te verdienen en de macht die werkgevers op dat moment hadden over hun werknemers. Films als White Zombie (1932), Revolt of the Zombies (1936) en I Walked with a Zombie (1943) waren destijds zeer geliefd bij het publiek maar waren geen grote commerciële successen.
In de tussentijd tot Romero's eerste zombiefilm zijn er nog enkele films uitgebracht die weinig populariteit genoten. Films als Plan 9 from Outer Space (1959), een film die nu vooral bekend is door zijn enorme cultstatus, en films als The Last Man on Earth (1964), eveneens een film die weinig succes kende toen hij werd uitgebracht maar nu als een klassieker wordt gezien. De omstandigheden van de jaren zestig - opkomst van consumentencultuur, Koude Oorlog paranoia over hersenspoeling en angst voor de 'ander' - sloten goed aan bij het door Romero heruit gevonden zombiegenre en leefde daardoor weer op met films als: Night of the Living Dead (1968), Children Shouldn't Play with Dead Things (1972), The Crazies (1973) en later nog Dawn of the Dead (1978). Rond deze tijd had de Italiaanse filmindustrie naam gemaakt films uit andere landen schaamteloos te kopiëren. Door de populariteit van de zombiefilm in de Verenigde Staten werden ook enkele zombiefilms in Italië uitgebracht: Zombie Holocaust (1980), City of the Living Dead (1980) en met bekendste titel Zombi 2 (1979).
In de jaren tachtig werd met het uitbreken van het aidsvirus de angst voor een epidemie vertaald naar het witte doek door middel van zombiefilms. Enkele films uit deze periode die nu als klassiekers beschouwd worden zijn: The Evil Dead (1981), Re-Animator (1985) en The Return of the Living Dead (1985). In de rustigere jaren negentig zijn weinig zombiefilms gemaakt die echt succes hebben gehad of met terugwerkende kracht nu veel waardering hebben bij horrorfans. Het decennium daarna leende zich beter voor zombiefilms, met de opkomst van terrorisme en het gevaar van wereldwijde epidemieën, waardoor veel zombiefilms die in deze tijd gemaakt zijn zowel een commercieel succes waren alswel waardering vonden bij filmcritici. 28 Days Later (2002), Resident Evil (2002), Dawn of the Dead (2004), Shaun of the Dead (2004), Land of the Dead (2005), I Am Legend (2007) en Zombieland (2009) zijn slechts een greep uit het grote aantal films dat gemaakt is in deze periode.

### Strips
In 1949 bedacht Carl Barks voor zijn Donald Duck-verhalen de redelijk onschuldige zombie Bombie de Zombie. Een van de populairste stripseries over zombies is The Walking Dead (2004) geschreven door Robert Kirkman. In 2006 schreef Kirkman voor Marvel Comics de reeks Marvel Zombies, waarin verschillende helden en schurken uit het Marvel-universum zombies worden. Ook in het Suske en Wiske-album Barabas de Balorige komen zombies voor. Deze zijn het gevolg van een door professor Barabas gemaakt verjongingsmiddel waarin een zombievirus blijkt te zitten.

### Videoclip
Michael Jackson verandert in de videoclip van Thriller in een zombie en een weerwolf.

### Videogames
De combinatie van de populariteit van zombies en de groeiende game-industrie heeft ervoor gezorgd dat er een aanzienlijk aantal titels zijn uitgebracht rond het thema van een zombieapocalypse. De zombie is daarvoor ook aanwezig geweest in meerdere games, maar eerder als een van vele monsters die in een spel gedood moesten worden. De zombie is een populaire vijand in verscheidende role-playing games, real-time strategy games of first-person shooters. Games als Diablo II, Minecraft, Doom-series, Return to Castle Wolfenstein en Warcraft III maken gebruik van zombies als vijand.
Het computerspel Zombie Zombie (1984) is de eerste game die alleen over zombies gaat. Rond deze tijd zijn er ook enkele games uitgegeven, gebaseerd op zombiefilms. Mede door zijn populariteit wordt de survival horror Resident Evil (1996) gezien als eerste volwaardige, volwassen zombiegame. Titels als The House of the Dead en Left 4 Dead zijn gelijkend aan de Resident Evil-serie, waarbij de nadruk ligt op het doden van horden zombies. In recentere jaren wordt met titels als Dead Island en The Walking Dead meer nadruk gelegd op het verhaal en meer realiteit: schaarste aan ammunitie, ontwijken van zombies in plaats van bevechten en het gebruik van geluidloze wapens om geen extra zombies aan te trekken.
Daarnaast zijn er enkele games die extra content aanleveren met betrekking tot zombies, hoewel de oorspronkelijke titel niet direct iets te maken heeft met zombies. Voorbeelden hiervan zijn de shooter Call of Duty: Black Ops met een zombiemodus en cowboy game Red Dead Redemption met de uitbreiding Undead Nightmare. Bij Plants vs. Zombies worden zombies lichtzinniger gebruikt en hebben zij niet de duidelijke connotatie met zombies uit de 'Romero-films.
In games worden zombies vaak gebruikt als belangrijke vijanden, zoals in Dead Rising, Half-Life en Resident Evil of in een mod voor het spel Counter-Strike: Source genaamd Zombie Mod. Ook in het spel Left 4 Dead spelen ondoden een belangrijke rol.

### Manga/Anime
De laatste jaren vormen zombies inspiratie voor diverse Japanse manga en animeseries. Hier is dan sprake van meerdere genres, zoals horror/actie/romantiek (Highschool of the Dead), komedie/actie (Kore wa Zombie Desu ka?) of romantiek/komedie/drama (Sankarea).

### Televisieseries
The Walking Dead   is een serie over zombies. De wereld is bezeten met zombies, omdat er een epidemie is uitgebroken, je wordt zombie als je gebeten bent of dood gaat door een andere reden. De serie gaat niet over het doden van alle zombies, maar om te overleven tussen alle zombies.

## Andere betekenissen
- Een moderne variant van een zombie is een zombiecomputer. Een zombiecomputer is een computer die geïnfecteerd is met een Trojaans paard, spyware of virus. Deze kwaadaardige software kan de maker van die software in staat stellen om de geïnfecteerde pc via het internet over te nemen. Hierdoor kan de aanvaller de geïnfecteerde pc gebruiken om spam te versturen of een denial-of-serviceaanval op een ander computersysteem uit te voeren. Een aanvaller zal in de regel meer dan één systeem kunnen beheersen. Die aanvaller creëert daarmee een zogenaamd zombienetwerk, ook wel botnet genoemd. Een dergelijk systeem is feitelijk niet dood, maar de eigenaar ervan is niet de enige gebruiker. Het systeem lijkt op het internet zeer onschuldig, maar de aanvaller is op elk moment in staat het systeem over te nemen.
- In sommige besturingssystemen (zoals Unix) is een zombie een proces dat voltooid is, maar dat nog niet uit het geheugen verwijderd is. Het blijft in het geheugen staan tot het door het aanroepende proces verwijderd wordt, waarbij tevens een resultaatwaarde aan het aanroepende proces wordt gegeven.
- Een zombiebedrijf is een bedrijf dat liquide maar niet solvabel is. Het kan derhalve aan de kortetermijnverplichtingen zoals huur, lonen en rente voldoen, maar is niet in staat de hoofdsom van de schulden terug te betalen. Hierdoor is het bedrijf afhankelijk van herfinanciering van de schulden of van overheidssteun. De analogie met de zombie is dat het bedrijf weliswaar (nog) niet failliet is, maar economisch niet langer levensvatbaar.
- Zombie is een nummer van de Ierse rockband The Cranberries.
- Zombie is ook een nummer van Fela Kuti.
- Zombie is ook een nummer van Maître Gims.

## Wiskundig model voor hypothetische zombie-uitbraak
Vier Canadese wiskundigen kregen in 2009 het idee om in hun artikel When zombies attack! Mathematical modelling of an outbreak of zombie infection via stroomschema's, differentiaalvergelijkingen en Jacobiaanmatrices te voorspellen wat er gebeurt wanneer de mensheid wordt geconfronteerd met een zombieplaag. Ze vroegen zich af wat de overlevingskansen van de mensheid zouden zijn bij een besmettelijke ziekte van dergelijke omvang. In het begin van de "studie" wordt vermeld dat men voor de modellen van het klassieke zombiemodel uitgaat van de traag bewegende, kannibalistische ondode.
De onderzoekers maken in hun eerste model het onderscheid tussen drie groepen:
- De susceptibles: Niet besmette mensen die kunnen sterven of zombies kunnen worden.
- De zombies
- De removed: Dode mensen die in zombies kunnen veranderen.

In hun eerste model wordt aangenomen dat de zombieziekte zich op een korte tijd verspreidt, waaruit volgt dat geboortecijfers en het aantal natuurlijke sterfgevallen verwaarloosbaar zijn. Deze situatie mondt uit in een verstoord evenwicht waarbij mensen en zombies niet langer naast elkaar kunnen bestaan. Er dient dus een evenwichtssituatie te komen, waarbij de situatie waarin alleen mensen overleven instabiel blijkt te zijn en die waarin zombies het halen blijkt dan weer stabiel te zijn.
Bij het tweede doorgerekende zombiemodel wordt naast de drie eerder beschreven klassen een vierde klasse toegevoegd, de infected (de geïnfecteerden). Deze mensen zijn reeds besmet met het zombievirus maar zij zijn nog niet veranderd in een zombie.
Na het toepassen van wiskundige formules blijkt co-existentie tussen mens en zombie ook in dit model onmogelijk en is het evenwicht waarin alleen zombies overleven de enige stabiele oplossing. Dit geldt ook voor het derde model, waarbij een deel van de geïnfecteerden en de zombies in quarantaine worden geplaatst.
Het vergaat de mensheid beter bij een vierde scenario, waarbij men in staat is een medicijn te ontwikkelen dat de zombieziekte geneest maar dat er ons niet immuun voor maakt. Nu wordt de mens niet uitgeroeid, maar blijft deze als minderheidsgroepering bestaan naast de zombies.
Ten slotte berekende men ook nog een vijfde model waarbij men ervoor kiest de zombiepopulatie in toom te houden door de zombies op strategische wijze te vernietigen. Wanneer de aanwezige militaire middelen op tijd worden ingezet, kunnen we het zombievirus tijdig stoppen.
Aan het einde van hun artikel concluderen de onderzoekers dat een zombieplaag hoogstwaarschijnlijk het einde van de mensheid betekent.